# Służba mundurowa
Służba mundurowa – organizacja państwowa lub samorządowa, której członkowie noszą umundurowanie pozwalające na identyfikację ich przynależności do danej instytucji i pełnionej w niej funkcji. Członkowie służb mundurowych podlegają najczęściej specyficznemu reżimowi pracy opartemu na ścisłej, sformalizowanej hierarchii.
Służby mundurowe pełnią istotną funkcję w utrzymaniu bezpieczeństwa publicznego, zapewniając stabilność i sprawne funkcjonowanie państwa. Specyfika pracy w tego typu formacjach często wiąże się z dużą odpowiedzialnością, zaufaniem publicznym, a także z potencjalnymi zagrożeniami. Z tego też względu kandydaci do służb mundurowych muszą zazwyczaj przechodzić selekcję (badania psychologiczne, testy sprawnościowe) specjalistyczne szkolenia oraz wykazywać się określonymi wymogami dotyczącymi zdrowia, kondycji, wykształcenia i niekaralności. 
Wśród najpopularniejszych służb mundurowych wymienić można między innymi wojsko, policję, straż: pożarną, więzienną, graniczną, miejską itp.